# 제30방공포병여단
제30방공포병여단(30th Air Defense Artillery Brigade)는 미국 육군의 방공포병여단이다.

## 역사

### 제1차 세계 대전
1917년 7월 24일, 로드아일랜드, 포드 아담스에서 정규군 소속 해안포병대의 첫번째 별동여단으로 편제되었다.1918년 3월 25일, 부대는 서수를 부여받아 제30포병여단 (해안 포병대-철로)이 되었다. 연말에, 여단은 프랑스로 중열차포를 이끌고 생미이엘 전투와 메우스-아르곤느 공세의 전역 스트리머를 수여받았다. 종전 뒤에, 1921년 8월 여단은 유럽에서 귀환하여 버지니아주 캠프 유스티스에서 해산하였다.

### 냉전
1959년, 육군의 제97대항공기포병단(97th Anti-Aircraft Artillery Group)이 MIM-14 나이키 허큘리스 지대공 유도탄로 무장한 오키나와의 제61포병, 2미사일대대와 65포병, 1미사일대대로 구성되었다. 1960년 6월 24일, 제30포병여단 (방공)으로 재편성되었다.
1961년, 제30방공포병여단은 4개 대대로 전력을 늘어났고, 호크 미사일로 저고도 항공기를 방어할 수 있게 됨으로써, 1961년 6월 6일에 여단은 미국 본토 바깥의 첫번째 나이키-허큘레스 미사일로 무장한 부대가 되었다.
1968년에 제44병기중대(유도미사일)(종합지원)(직접지원)는 네 개 직접지원소대와 두 개 공병분견대로 편성되어, 미사일대대에 배속되었다. 몇몇 부대가 더 합세한 뒤 여단은 공병, 병기 및 통신부대의 지원으로 임무기반부대으로 용합되었다.
여단의 방공부대는 제313항공사단 예하에서 작전통제를 받았고, 적의 항공 공격에서 가능한 오키나와를 지킬 수 있도록 고효율 다종 방공대의 일원으로서 주일 공군과 가까이서 협업하였다.
1969년 10월에 여단은 제1포병, 8대대 (호크)와, 제3포병, 8대대 (나이키-허큘레스)의 두개 대대로 재편성되었다. 1971년 9월 14일, 제1, 3포병은 방공포병으로 재편성되었다. 1972년 3월 13일, 여단은 제30방공포병여단으로 개명되었다.
1969년 11월 21일, 미국 대통령 리처드 닉슨과 일본 총리 사토 에이사쿠는 류큐 열도를 일본 정부에 반환하는 협상에 들어갔다. 계획이 확장되어, 류큐 열도의 반환이 1972년 3월 15일로 정해지는 것으로 미국의 25년 동안의 통치가 끝났다. 지대공 미사일 이전 계획은 주류큐 열도 미국 육군, 항공자위대(JASDF), 육상자위대(JGSDF)의 기획자들이 합동으로 준비하였다. 나이키 미사일 장비는 JASDF로 호크 미사일 장비는 JGSDF로 이전하는 기획이 입안되었다. 제30방공포병여단은 자위대에 방공 임무를 성공적으로 이전하고, 공식적으로 1973년 6월 12일에 해산하였다.

### 21세기
2012년 5월 18일, 오클라호마주 포트 실의 제6방공포병여단이 제30방포병여단으로 재편성되었다. 현재 제6방공포병여단에 이어 방공포병학교(USAADASCH)의 교육부대이다.

## 편성

### 주류큐 열도 미국 육군
- 본부 및 본부포대
- 제1포병, 8대대 (호크); 1969년 10월 ~ 1973년 6월 12일
- 제3포병, 8대대 (호크); 1969년 10월 ~ 1973년 6월 12일
- 제61포병, 2미사일대대 (나이키-허큘리스); 1960년 6월 24일 ~ 1973년 6월 12일
- 제65포병, 1미사일대대 (나이키-허큘리스); 1960년 6월 24일 ~ 1973년 6월 12일
- 제44병기중대; 1968년 ~ 1973년 6월 12일

### 교육훈련부대
- 본부 및 본부포대
- 제6방공포병, 2대대
- 제6방공포병, 3대대

## 기록

### 배속
- 류큐사령부(이후, 주류큐 열도 미국 육군), 1960년
- 훈련교리사령부, 2012년

### 계보
- 1918년 3월 25일, 30th Artillery Brigade (Coastal Artillery Corps - Railway)→제30포병여단 (해안 포병대-철로)
- 1960년 6월 24일, 30th Artillery Brigade (Air Defense)→제30포병여단 (방공)
- 1972년 3월 13일, 30th Air Defense Artillery Brigade→제30방공포병여단

### 참전
- 제1차 세계 대전

## 참고
1. ↑  Sherman, Ben (2012년 5월 24일). “6th ADA becomes 30th ADA”. 《www.army.mil》 (오클라호마 주, 포트 실). 2016년 12월 30일에 확인함.

- “30th Air Defense Artillery Brigade”. 《globalsecurity.org》 (영어). 2016년 12월 30일에 확인함.